# Armin Daniel Baum
Armin Daniel Baum (* 22. Juni 1965) ist evangelischer Theologe und Professor für Neues Testament an der Freien Theologischen Hochschule Gießen (FTH).

## Leben
Nach Ablegen des Abiturs in Hannover studierte Baum von 1984 bis 1989 Evangelische Theologie an der Freien Theologischen Akademie (FTA) Gießen. Anschließend folgten Doktoralstudien von 1989 bis 1990 an der Theologische Universiteit van de Gereformeerde Kerken Kampen in den Niederlanden. In der Zeit von 1990 bis 1992 war er als Wissenschaftlicher Assistent und ab 2006 als Gast-Professor im Bereich Neues Testament in dieser Universität tätig. 1993 wurde er hier zum Doktor der Theologie promoviert. Seit 1993 ist er Dozent und Abteilungsleiter im Fachbereich Neues Testament an der FTA in Gießen, die 2008 als Hochschule akkreditiert und in Freie Theologische Hochschule Gießen umbenannt wurde. Dort wurde er zum 1. April 2010 zum Professor für den Fachbereich Neues Testament berufen. Gleichzeitig ist er seit 2006 auch Professor an der Evangelische Theologische Faculteit Leuven im Fachbereich Neues Testament.
Seit 1999 ist Baum Koordinator für die „Facharbeitsgruppe Neues Testament“ (FAGNT) im Rahmen des Arbeitskreises für evangelikale Theologie, dem er seit 1993 angehört.

## Forschungen
Baums Forschungsschwerpunkte sind Einleitungsfragen zum Neuen Testament, darunter vor allem die Frage nach der Akzeptanz pseudepigraphischer Schriften im biblischen Kanon und die Kanonfrage insgesamt, Untersuchungen über die Synoptische Frage und die Lukas-Forschung.
In seiner Untersuchung über den mündlichen Faktor und seine Bedeutung für die synoptische Frage (2008) vertritt Baum eine Traditionshypothese: Demnach seien die Synoptiker „das Resultat einer vom menschlichen Gedächtnis getragenen mündlichen Überlieferung“. Die Christen prägten sich damals die – das Grundgerüst aller drei Synoptiker bildende – Reihenfolge der Mk-Perikopen ein und lernten den ungefähren Wortlaut auswendig. Baum setzt die Unterschiede zwischen den Synoptikern mit nachgewiesenen Eigenheiten mündlichen Überlieferns in Bezug.
Seit 2016 ist Baum Prorektor für Forschung an der FTH Gießen.

## Mitgliedschaften
- Arbeitskreis für evangelikale Theologie (AfeT)
- Institute for Biblical Research (IBR)
- Society for New Testament Studies (SNTS)
- Tyndale Fellowship (TF)

## Auszeichnungen
Baum erhielt 1994 den Johann-Tobias-Beck-Preis für seine Arbeit über Lukas als Historiker der letzten Jesusreise, wo er der Frage nach dem Wahrheitsverständnis antiker Autoren nachgeht.

## Veröffentlichungen
- Lukas als Historiker der letzten Jesusreise. R. Brockhaus, Wuppertal 1993, ISBN 3-417-29379-0.
- Pseudepigraphie und literarische Fälschung im frühen Christentum. Mit ausgewählten Quellentexten samt deutscher Übersetzung (= WUNT; 2/138). Mohr, Tübingen 2001, ISBN 3-16-147591-7.
- Fünf Beiträge zum Sammelband Heinz-Werner Neudorfer / Eckhard J. Schnabel (Hrsg.): Das Studium des Neuen Testaments. TVG, Wuppertal/Gießen 2006, ISBN 978-3-7655-9430-4.
- Der mündliche Faktor und seine Bedeutung für die Synoptische Frage. Analogien aus der antiken Literatur, der Experimentalpsychologie, der Oral Poetry-Forschung und dem rabbinischen Traditionswesen (= Texte und Arbeiten zum neutestamentlichen Zeitalter; 49). Francke, Tübingen 2008, ISBN 978-3-7720-8266-5.
- Der jüdische Messias Jesus und sein jüdischer Apostel Paulus, Wissenschaftliche Untersuchungen zum Neuen Testament 2. Reihe 425, mit Detlef Häußer und Emmanuel L. Rehfeld (Hrsg.). Mohr, Tübingen 2016, ISBN 978-3-16-153872-8.
- Einleitung in das Neue Testament. Evangelien und Apostelgeschichte, Brunnen-Verlag, Gießen 2018, ISBN 978-3-7655-9569-1.
- mit Rob van Houwelingen (Hrsg.): Kernthemen neutestamentlicher Theologie: Ein Studienbuch, Brunnen-Verlag, Gießen 2021, ISBN  978-3-7655-9575-2.